# Col de Lizarrieta
Le col de Lizarrieta se situe sur la frontière franco-espagnole, à 441 ou 442 m d'altitude. Il se trouve près de La Rhune, de Sare et de ses grottes.
C'est un col très recherché et actif à l'époque de la chasse à la palombe. On y trouve des postes de guet et de tir tout le long de la crête.
Le col de Lizarrieta est l'un des principaux sites français de suivi de la migration des oiseaux à l'automne. Celui-ci est actuellement assuré par des ornithologues de l'association C PAL (« Comptage, protection et animation à Lizarrieta »). Les résultats des comptages sont accessibles sur le portail de la migration en France, où les internautes peuvent les consulter sous forme de listes ou de graphiques, et les comparer à ceux des autres sites de suivi de la migration en France, ou à ceux des autres années.

## Toponymie
Peut-être un diminutif de lizarra, le frêne en langue basque[réf. nécessaire].